# BRT Norte-Sul
BRT Norte-Sul é um corredor de transporte coletivo exclusivo, na modalidade BRT, localizado em Goiânia, capital do estado brasileiro de Goiás. Contém um corredor exclusivo que se estende por 29,6 km, iniciando-se no Terminal Recanto do Bosque, no bairro homônimo, até Aparecida de Goiânia. O sistema conta com cinco linhas principais e uma frota de 60 ônibus, incluindo veículos elétricos equipados com ar-condicionado, carregadores de celular e Wi-Fi.
As obras do BRT se iniciaram em 2015 e seguiram um ritmo lento, que coincidiu com a crise econômica brasileira de 2014. Ao longo dos anos, conflitos em relação ao projeto arquitetônico da cidade, sobretudo na Avenida Goiás e na Praça Cívica fizeram com que o projeto passasse por mudanças. O BRT Norte-Sul foi inaugurado em 31 de agosto de 2024.

## História
As obras do BRT foram oficialmente lançadas em março de 2015, em evento que contou com a presença da presidente Dilma Rousseff, do governador Marconi Perillo e do prefeito Paulo Garcia. Na época, Dilma disse: "Eu e o prefeito Paulo Garcia conseguimos colocar esse projeto em andamento. De fato, ele mudará o transporte público da cidade. O BRT será um dos principais meios de garantir a qualidade de vida da população, que vai ganhar tempo para realizar outras atividades".
Na época, as obras estavam previstas para durar 20 meses com um orçamento de R$ 340 milhões. Desse valor, R$ 210 milhões eram originários do PAC Mobilidade do Governo Federal, e R$ 130 milhões custeados pela prefeitura. O orçamento inicial era de R$ 240 milhões, mas houve um aumento de R$ 100 milhões devido aos custos com desapropriação de 65 imóveis, supervisão da obra e serviços de tecnologia da informação, que não estavam previstos.
O projeto do BRT Norte-Sul enfrentou diversos conflitos durante a gestão de Iris Rezende na prefeitura. Um dos principais problemas foi a paralisação das obras, que ocorreram em várias ocasiões devido a questões financeiras e administrativas. Já, durante o mandato de Rogério Cruz, o BRT chegou a ser considerado o principal recurso do político para buscar a reeleição em 2024, sobretudo pela baixa popularidade de sua gestão. Isso provocou críticas, já que a maior parte do recurso financeiro da obra veio do Governo Federal.
Em 2023, foram disponibilizados dois terminais previstos no projeto do BRT Norte-Sul. O Terminal Paulo Garcia foi o primeiro a ser inaugurado, com o nome em homenagem ao 29º Prefeito de Goiânia que iniciou o projeto, localizado em frente a Rodoviária de Goiânia. Posteriormente, o Terminal Hailé Pinheiro foi inaugurado, com o nome em homenagem ao sócio-fundador da HP Transportes Coletivos e ex-presidente do Goiás Esporte Clube, localizado próximo ao Passeio das Águas Shopping.
Em 2024, iniciaram-se as operações do BRT Norte-Sul nos terminais Recanto do Bosque, Veiga Jardim e no ponto de apoio do Parque Atheneu, substituindo as linhas existentes com números de identificação por prefixos alfanuméricos que aludem ao eixo atendido. O Terminal Vila Brasília, que também deveria atender o BRT Norte-Sul, não foi contemplado devido a mudança de local prevista no projeto.

## Características
O BRT Norte-Sul começa no Terminal Recanto do Bosque, no bairro de mesmo nome localizado na região Noroeste da cidade. Ao longo do trajeto, passa pelos terminais de integração Hailé Pinheiro e Paulo Garcia, construídos juntamente ao BRT. No Centro, a linha se cruza com o Eixo Anhanguera na altura da Praça do Bandeirante, na esquina das avenidas Anhanguera e Goiás. Em seguida, o corredor exclusivo segue até o Terminal de Integração Isidória, no Bairro Setor Pedro Ludovico.
A maioria das estações têm nomes de plantas nativas do Cerrado, com exceção das localizadas na Praça do Violeiro, Praça Cívica, Rua 84 e Praça do Cruzeiro.
O sistema opera em 5 linhas:
| Linha | Terminais                                                | Serviço                                                                     | Característica |
| ----- | -------------------------------------------------------- | --------------------------------------------------------------------------- | --- |
| NS1   | Terminal Veiga Jardim / Terminal Paulo Garcia            | Regular                                                                     | Via compartilhada entre os terminais Veiga Jardim e Isidória. Via exclusiva entre os terminais Isidória e Paulo Garcia.   |
| NS2   | Terminal Veiga Jardim / Terminal Paulo Garcia            | Semiexpresso (sem parada nas estações entre o T. Isidória e a Praça Cívica) | Via compartilhada entre os terminais Veiga Jardim e Isidória. Via exclusiva entre os terminais Isidória e Paulo Garcia.   |
| NS3   | Ponto de Apoio do Parque Atheneu / Terminal Paulo Garcia | Regular                                                                     | Via compartilhada entre o Parque Atheneu e o Terminal Isidória. Via exclusiva entre os terminais Isidória e Paulo Garcia. |
| NS4   | Terminal Recanto do Bosque / Praça Cívica                | Regular                                                                     | Trecho todo em via exclusiva.                                                                                             |
| NS5   | Terminal Recanto do Bosque / Terminal Paulo Garcia       | Sentido único                                                               | Trecho todo em via exclusiva, somente no pico da manhã no sentido T. Paulo Garcia.                                        |